# Glitter and Doom Live
Glitter and Doom Live je živé album Toma Waitse, nahrané při koncertech v roce 2008 a vydané v listopadu 2009.

## Seznam skladeb

### Disk 1
1. "Lucinda/Ain't Goin' Down" (5:37)
2. "Singapore" (5:00)
3. "Get Behind the Mule" (6:26)
4. "Fannin Street" (4:16)
5. "Dirt in the Ground" (5:18)
6. "Such a Scream" (2:54)
7. "Live Circus" (5:04)
8. "Goin' Out West" (3:48)
9. "Falling Down" (4:21)
10. "The Part You Throw Away" (5:06)
11. "Trampled Rose" (5:06)
12. "Metropolitan Glide" (3:09)
13. "I'll Shoot the Moon" (4:25)
14. "Green Grass" (3:20)
15. "Make It Rain" (3:58)
16. "Story" (2:02)
17. "Lucky Day" (3:47)

### Disk 2
1. "Tom Tales" (35:53)

## Sestava
- Tom Waits – zpěv, kytara
- Seth Ford-Young – baskytara
- Vincent Henry – harmonika, dřevěné nástroje
- Omar Torrez – kytara, banjo
- Casey Waits – perkuse
- Sullivan Waits – klarinet
- Patrick Warren – klávesy